# Јован Златоусти
Свети Јован Златоусти (грч. Ἰωάννης ὁ Χρυσόστομος; Антиохија, око 349 — Комана Понтијска, 14. септембар 407), или Јован Антиохијски, био је најчувенији проповедник у историји Цркве, велики подвижник и реформатор. Био је патријарх Константинопоља (397—402), престонице тадашњег Источног римског царства, те је један од црквених научника.

## Житије
Рођен је у Антиохији, од оца Секунда (војводе) и мајке Антусе.
Учио је најпре грчку филозофију и згнушао се на грчко многобоштво.
Потом је усвојио хришћанску веру као једину и целу истину, и студирао је богословље у склопу школе библијске егзегезе којом је руководио Диодор Тарсијски.
Крстио га је антиохијски патријарх Мелетије.
По смрти родитеља замонашио се и почео строго подвизавати.
У Антиохији је рукоположен у чин ђакона и свештеника (385).
Као ђакон пише О свештенству, дело непревазиђено до данас; као свештеник посветио се проповедничкој служби. Проповеда свакодневно, на одређене теме, али нарочито о личној и друштвеној етици, бранећи сиромашне и израбљиване, осуђујући богате и оне који држе власт. У беседи "О статуама" подржава оне који се беху побунили против царске породице. Саставља Егзегетске омилије на све књиге Старога и Новога Завета; нарочито га привлаче посланице Св. Апостола Павла.
Благодарећи његовој проповедничкој слави, 397. године изабран је за епископа цариградског, где ће ускоро ући у сукоб са Евтропијем, министром двора цара Аркадија, и са царицом Евдоксијом јер је предлагао потпуну реформу начина живота, како у Цркви тако и на царском двору. Када преподобни Нил Синајски чу за прогонство његово у заточење, он смело и неустрашиво подиже из дубоког пустињског молитвеног тиховања свој глас и одмах изобличи цара написавши му посланицу, у којој строго осуди цареве неправде, учињене великом светитељу и учитељу васељене. Под сплеткама Патријарха Теофила Александријског, Свети Јован је збачен са престола 402. године. Поново долази из првог прогонства, а напослетку Евдоксија га прогони у Кукуз (или Коман) у Јерменији, где је умро на Крстовдан 14. септембра 407. године. Одавде пише највећи део писама, међу којима и оних седамнаест Писама Олимпијади.

## Учење
Св. Јован Златоусти имао је велико поштовање према Светоме Писму и Светој Литургији. Дух Свети надахнуо је Писмо и Дух га тумачи кроз лично просвећење. Зато је читање Светога Писма средство да се прими благодат, показује Св. Јован Златоусти. Свом његовом теологијом господари синергија: читање Светога Писма и просвећење од Духа, обред Тајни и делање Духа, вера као дар и дела као човеков одговор на Божији дар. Веровао је да смо само вером спасени, али да би човек онда требао показати дела. Тврдио је да у вршењу Тајни, обред или материја нису довољни, него је нужно призивање Духа Светога. У својој друштвеној етици, Св. Јован Златоусти је доказивао да је љубав према ближњем и сиромашном права тајна.

## Наслеђе
Његове свете мошти су крсташи 1204. однели из Цариграда у Рим (Ватикан), где су почивале све док 2004. договором нису враћене у Истанбул.
Као светитељ празнује се 13. новембра (26. новембра по новом календару). Осим тога 27. јануара се обележава пренос његових моштију из јерменског села Комана у Цариград 438. године. Такође, он се убраја и у Света три јерарха који се празнују 30. јануара (ови датуми празновања су наведени према црквеном - јулијанском календару).
Свети Јован Шангајски је за светог владику Николаја Велимировића својевремено изрекао да је Нови Златоусти наших дана.

### Радови
- Јован Златоусти на сајту Internet Archive (језик: енглески)
- Јован Златоусти на сајту LibriVox (језик: енглески)
- - „On the Priesthood, Ascetic Treatises, Select Homilies and Letters, Homilies on the Statues”.
  - „Homilies on the Gospel of St. Matthew”.
  - „Homilies on the Acts of the Apostles and the Epistle to the Romans”.
  - „Homilies on First and Second Corinthians”.
  - „Homilies on the Epistles to the Galatians, Ephesians, Philippians, Colossians, Thessalonians, Timothy, Titus, and Philemon”.
  - Архивирано на веб-сајту  (5. јул 2011)